# Eva Pawlik
Eva Pawlik (Viena, Áustria, 4 de outubro de 1927 – Viena, Áustria, 31 de julho de 1983) foi uma patinadora artística austríaca. Ela conquistou uma medalha de prata olímpica em 1948, e conquistou uma medalha de prata em campeonatos mundiais.

## Principais resultados

### Individual masculino
| Resultados                                                            | Resultados      | Resultados      | Resultados       | Resultados      | Resultados    | Resultados    | Resultados    | Resultados    | Resultados    | Resultados    | Resultados    | Resultados    |
| Internacional                                                         | Internacional   | Internacional   | Internacional    | Internacional   | Internacional | Internacional | Internacional | Internacional | Internacional | Internacional | Internacional | Internacional |
| Evento/Temporada                                                      | 1945– 1946      | 1946– 1947      | 1947– 1948       | 1948– 1949      |               |               |               |               |               |               |               |               |
| --------------------------------------------------------------------- | --------------- | --------------- | ---------------- | --------------- | ------------- | ------------- | ------------- | ------------- | ------------- | ------------- | ------------- | ------------- |
| Jogos Olímpicos                                                       |                 |                 | Medalha de prata |                 |               |               |               |               |               |               |               |               |
| Campeonato Mundial                                                    |                 |                 | Medalha de prata | WD              |               |               |               |               |               |               |               |               |
| Campeonato Europeu                                                    |                 |                 | Medalha de prata | Medalha de ouro |               |               |               |               |               |               |               |               |
| Campeonato Austríaco                                                  | Medalha de ouro | Medalha de ouro | Medalha de ouro  | Medalha de ouro |               |               |               |               |               |               |               |               |
|                                                                       |                 |                 |                  |                 |               |               |               |               |               |               |               |               |
| Legenda: WD = Abandonou; Competição não foi disputada nesta temporada |                 |                 |                  |                 |               |               |               |               |               |               |               |               |

### Duplas com Rudi Seeliger
| Campeonato Austríaco | Medalha de ouro |